# Forcipomyia urnigera
Forcipomyia urnigera är en tvåvingeart som beskrevs av Jean-Jacques Kieffer 1924. Forcipomyia urnigera ingår i släktet Forcipomyia och familjen svidknott.
Artens utbredningsområde är Egypten. Inga underarter finns listade i Catalogue of Life.